# Сюзен Столатська
Сюзен Столатська (англ. Susan Sto Helit) — персонаж книг серії Плаский світ Террі Пратчетта. Дочка Морта і Ізабелл.
Сюзен є прийомною онукою Смерти, це визначає багато її незвичайних здібностей і в той же час сильно її обтяжує. Сюзен впевнена, що мріє бути звичайнісінькою людиною.

## Зовнішність
Струнка молода жінка. Намагається завжди виглядати впевненою і суворою, і це у неї виходить. Волосся Сюзен абсолютно біле, окрім єдиного вугільно-чорного пасма. Крім того, іноді воно самостійно, незалежно від бажання Сюзен, рухається і довільно змінює форму зачіски.
На щоці у Сюзен є велика родима пляма, що проступає тоді, коли вона хвилюється або гнівається. Родинка біла (тому її видно тільки на почервонілому тлі), вона у формі трьох смуг і найбільше схожа на слід удару кістлявою рукою. Ця родинка — нагадування про ляпас, який Смерть дав її батькові Морту під час служби Морта підмайстром Смерті.
В юності в мішкуватій шкільній формі і з копицею волосся, що самостійно вкладалося, Сюзен найбільше нагадувала «кульбабу, що ось-ось розлетиться».

## Характер і відносини з людьми
Сюзен — дуже холоднокровна і розсудлива людина, ймовірно,  найрозсудливіша з усіх персонажів Плаского світу. У школі вона ненавиділа літературу й історію, на цих уроках ставала невидимою і спокійно читала книги з математики і логіки.
Здатна швидко міркувати в небезпечних умовах, як наслідок спорідненості з самим Смертю, надмірно самовпевнена. Не любить, коли хтось втручається в її життя, досить замкнута. Проте є талановитим педагогом і взагалі добре ладнає з дітьми.
Незважаючи на залізний характер, Сюзен притаманні деякі цілком людські слабкості — наприклад, для неї з'їдена шоколадна цукерка «не рахується», якщо вона виявилася з несмачною нугою.
Вважає, що була б куди щасливішою, якби не була родичкою Смерті. Проте їй нудно спілкуватися зі звичайними людьми — в школі її кращими подругами були ґномка і тролиха, а подорослішавши, вона полюбила ходити в «Заупокой» — трактир, який відвідували в основному вампіри, перевертні, потойбічні Страшили та подібна публіка. Також вона із задоволенням використовує вміння зупиняти час, проходити крізь стіни (стаючи міцнішою, ніж сталь і проходячи через тверді предмети, як крізь повітря) і робитися непомітною (відводячи очі), що дісталися їй від дідуся, щоб досягати своєї мети.
Вперше (за період її життя, відомий читачам) Сюзен хоч якось зацікавилася протилежною статтю в юності, коли їй подобається Селін Діон. Відтак, в останній книзі циклу про Смерті «Злодій Часу», з'являються натяки на відносини з Лобзанг Лудда / Джеремі Клокссоном, сином миттєво Вічно Здивованого і антропоморфної персоніфікації Часу.